# 法兰西的伊莎贝拉
法蘭西的伊莎贝拉 （英文名：Isabella of France，1295年—1358年8月22日），英格兰爱德华二世的王后，爱德华三世的母亲。法国卡佩王朝腓力四世的女儿，查理四世的妹妹。

## 生平
伊莎贝拉是法蘭西公主，生于1295年。她是法王腓力四世与納瓦拉女王胡安娜一世的女兒。她从小受到良好教育，个性坚毅果敢，是个相当有魄力的女性，以至于被称为“法兰西母狼”。尽管身为女性，但年轻时的伊莎贝拉就显露出不凡的才华。
英國爱德华一世时，当时的教皇博義八世在英国大主教的鼓动下，极力撮合两国王室的政治联姻。在1299年，英、法两国正式决定伊莎贝拉和爱德华二世的婚姻。1308年1月25日，伊莎贝拉和爱德华二世於法國滨海布洛涅结婚，成為英格兰的王后。1312年，伊莎贝拉在伯克郡的温莎生下长子爱德华三世。
1313年6月2日，伊莎贝拉和爱德华二世拜访腓力四世，共商吉耶讷公国的领地问题。在为她举办的庆典中，伊莎贝拉送绣花硬币钱包给她的兄嫂们。7月15日，伊莎贝拉和爱德华回到伦敦后举行了一次宴会，王后注意到她送给三嫂勃艮第的布朗歇和大嫂勃艮第的玛格丽特的硬币钱包现在归诺曼骑士戈蒂埃和腓力·奥奈所有。从那以后，她断定这对兄弟和她的嫂子们有关系。1314年3月16日，当她再次访问巴黎结束对吉耶讷的谈判时，她把自己的怀疑告诉了腓力四世，最终导致她的大嫂和三嫂获通奸罪被判终身监禁，这就是“内勒塔事件”。
1321年，爱德华二世寵臣德斯彭瑟父子把持朝政，與大批貴族發生爭執，引起伊莎貝拉不滿。爱德华二世支持德斯彭瑟父子，並將反對德斯彭瑟父子的貴族與大臣們驅逐，1325年伊莎貝拉回法國安排兒子的婚事，並在當地結交了情夫羅傑·莫蒂默，打算攻擊英國，伊莎貝拉的活動受到了伊莎貝拉兄長法國國王查理四世的支持。入侵者與愛德華二世的國內反對者結合，取得了勝利，他們將德斯彭瑟父子處決。
1327年，國會廢黜了愛德華二世。愛德華被迫退位，被放逐到南威爾斯，在巴克利城堡中遭到酷刑殺害。愛德華二世年幼的兒子愛德華三世繼承了王位，但實權被伊莎貝拉和其情夫莫蒂默掌握。然而，愛德華三世很快聚集起實力懲罰殺死他父親的人。1330年爱德华三世亲政，下令处死莫蒂默并抄沒其财产，伊莎贝拉则被囚禁，兩年后伊莎贝拉被兒子爱德华三世釋放，並給她每年一千英鎊，维持富裕的生活，也允許在全英格兰境内旅游，并于1348年和1358年分別参与对法国和纳瓦拉的和谈。
1358年8月22日，伊莎贝拉去世，归葬伦敦，按其遗愿，与爱德华二世的心脏合葬。她将包括莱兴城堡在内的大量财产留给了最爱的孙子黑太子爱德华。一些私人物品则给了幼女琼。

## 外貌
巴黎杰弗裡描述伊莎贝拉為“在所有法蘭西的美女中，是美女中的美女。”此應非阿諛之詞，因為伊莎貝拉的父親和兄弟是歐洲公認非常英俊的男人，伊莎貝拉的父親法王腓力四世更有「歐洲美男子」的稱呼。伊莎贝拉的丈夫爱德华二世暱稱她為“天使伊莎貝拉”。伊莎貝拉的相貌像她的父親，不像她的母親，豐滿，但長相平平的納瓦拉女王。伊莎贝拉身材苗条，肤白。
也有人說，伊莎贝拉的美是現代人的想法，時人認為金发，略圆脸的女性較美，和伊莎贝拉形象相反。

## 子女
伊莎贝拉与爱德华二世共育有四个子女。
- 1312年 长子爱德华（日後的英王愛德華三世）切斯特伯爵，庞索瓦伯爵，阿基坦公爵，威尔士亲王。
- 1316年 次子约翰（John of Eltham, Earl of Cornwall）康瓦尔伯爵。
- 1318年 长女埃莉诺（Eleanor of Woodstock）嫁給海爾德公爵雷諾二世。
- 1321年 幼女琼（Joan of the Tower）嫁給苏格兰国王大卫二世。

## 相关
英法百年战争诱因之一，就是其兄查理四世死后没有男性继承人。其子爱德华三世要求得到法国的王位。法国方面依据萨利克法典不支持女性后裔的继承权，查理四世的堂兄腓力六世随之加冕，开创瓦卢瓦王朝。爱德华三世虽然妥协，但战争冲突的火种已然埋下。